# Barranquitas (Porto Rico)
Pour les articles homonymes, voir Barranquitas.
La municipalité de Barranquitas, sur l'île de Porto Rico (Code International : PR.BQ) couvre une superficie de 88 km² et regroupe 28 983 habitants en 2020.